# Торії Кійомасу II
Торії Кійомасу II (*鳥居 清倍, 1706  —6 грудня 1763) — японський художник періоду Едо.

## Життя та творчість
Походив з мистецького роду Торії. Втім про його баткьів та життя замало відомостей. Народився в Едо 1706 року. Про походження імені цього художника існують дві теорії: згідно з першою, він і Торії Кійнобу Молодший — одна й та ж сама особа, тобто він є сином Кійонобу Старшого. Після смерті останнього в 1729 році син взяв його ім'я — Кійонобу. Згідно з іншою версією, художник був прийомним сином Кійонобу Старшого, після смерті якого, в 1727 році, взяв його ім'я.
У своїй творчості він детально копіював стиль і тематику робіт Торіі Кійонобу Старшого. Малював портрети акторів і красунь, театральні афіші, сцени з вистав театру кабукі, ілюстрації переважно для дитячих книг і видань для неосвічених (аохон). Протягом його творчості техніка друку змінювалася, якщо спочатку роботи Торії Кійомасу II підфарбовувалися від руки червоною фарбою (тан-е), то до кінця життя він користувався двох-триколірним друком (бенідзурі-е). ТВідомий своїми серіями «Хрестовий похід модних туристів» (1747 рік) і «Мініатюрні зображення відомих акторів» (1757 рік). Залишив після себе велику кількість учнів та послідовників.